# Epilobium pictum
Epilobium pictum là một loài thực vật có hoa trong họ Anh thảo chiều. Loài này được Petrie mô tả khoa học đầu tiên năm 1895.